# آرنولد وسلو
آرنولد وسلو (انگلیسی: Arnold Vosloo؛ زاده ۱۶ ژوئن ۱۹۶۲) یک هنرپیشه اهل آفریقای جنوبی است.

## فیلمشناسی
از فیلم‌ها یا برنامه‌های تلویزیونی که وی در آن نقش داشته است می‌توان به آثار زیر اشاره کرد.
- مرد تاریکی (۱۹۹۰)
- الماس خونین
- فتح بهشت
- مومیایی
- جی.آی.جو: ظهور کبرا
- بازگشت مومیایی
- هدف سخت
- جی.آی.جو: تلافی
- سپیده‌دم فولادین
- مورنگا